# Еріх Шпарманн
Еріх Шпарманн (нім. Erich Sparmann; 19 липня 1907, Галле — ?) — німецький офіцер, штандартенфюрер СС.

## Біографія
Син будівельника Луїса Шпарманна і його дружини Мінни, уродженої Мюллер. Після закінчення початкової школи в 1921-25 роках навчався на будівельника. На початку 1920-х років був членом молодіжної комуністичної організації. В 1923 році покинув її і вступив в Національний союз. В 1925-26 роках служив в рейхсвері, після чого до 1932 року працював будівельником, садівником і водієм. 14 грудня 1927 року вступив в НСДАП (квиток №72 030). В 1928-29 роках був членом СА. 1 листопада 1929 року вступив в СС (посвідчення №1 752). В 1932-34 році — клерк адвокатської контори в Розенгаймі. В квітні 1933 року брав участь в пошуках штандартенфюрера СА Георга Белля, який виявився іноземним шпигуном і був вбитий. В 1934-36 роках — керівник управління рас і поселень оберабшніту СС «Південний Захід» (Штутгарт), в 1936-38 роках — Брауншвейгу. Після цього Шпарманн певний час був начальником штабу абшніту СС у Вюрцбургу, потім протягом місяця був співробітником Карла Вольфа в Головному управлінні СС.

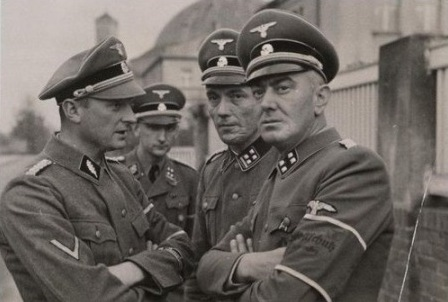
Керівники районних інспекцій Німецької народної самооборони Бромберга (1939). Зліва направо: Людольф Якоб фон Альвенслебен, Шпарманн, Ганс Кельцов і Крістіан Шнуг.

Після окупації Судетської області восени 1938 року був направлений туди, щоб керувати набором в загальні СС. В грудні очолив щойно створений 95-й штандарт СС. В жовтні 1939 року переведений екзаменатором в штаб призовного штандарту підрозділів «Мертва голова» в Дахау. Одночасно в жовтні-листопаді 1939 року був 4--м інспектором Німецької народної самооборони в Бромбергу. В 1940 році переведений в центральний міграційний відділ, восени — в штаб переселення в Ліцманнштадті. Влітку 1942 року переведений у війська СС. Пройшов курс винищувача танків в Нідерландах. Учасник Німецько-радянської війни. З літа 1943 року навчався в офіцерському училищі в Прозечніці. З жовтня 1943 року — начальник штабу управлінської групи D (Германський центр управління) Головного управління СС. На цій посаді Шпарманн керував вербуванням іноземних добровольців у війська СС.
Після війни Шпарманн потрапив у полон, виступав свідком на Нюрнберзьких процесах, включаючи процес над його колишнім начальником Готтлобом Бергером. В 1948 році постав перед земельним судом Траунштайна за підозрою у причетності до вбивства Георга Белля. Справа проти Шпарманна була закрита, проте 7 грудня Вищий земельний суд Мюнхена визнав його співучасником вбивства. Шпарманн знову постав перед земельним судом Траунштайна і 30 березня 1949 року був засуджений до трьох років ув'язнення.

## Сім'я
Був одружений з Марією Луїзою Любер. В пари народились 5 дітей.

## Звання
- Стрілець рейхсверу (30 вересня 1926)
- Штурмфюрер СА (липень 1927)
- Анвертер СС (1 листопада 1928)
- Манн СС (1 березня 1930)
- Штурмманн СС (1 липня 1931)
- Шарфюрер СС (5 серпня 1931)
- Труппфюрер СС (24 серпня 1932)
- Штурмфюрер СС (2 серпня 1933)
- Оберштурмфюрер СС (20 листопада 1934)
- Гауптштурмфюрер СС (17 квітня 1935)
- Оберштурмбаннфюрер СС (13 вересня 1936)
- Обершарфюрер резерву військ СС (15 жовтня 1943)
- Оберштурмбаннфюрер (керівник-спеціаліст) військ СС (1 листопада 1943)
- Унтерштурмфюрер резерву військ СС (30 січня 1943)
- Штандартенфюрер (керівник-спеціаліст) військ СС (27 квітня 1944)
- Штандартенфюрер СС (4 листопада 1944)

## Нагороди
- Золотий партійний знак НСДАП
- Почесний кут старих бійців
- Цивільний знак СС (№1 974)
- Йольський свічник (16 грудня 1935)
- Спортивний знак СА в бронзі
- Почесна шпага рейхсфюрера СС
- Кільце «Мертва голова»
- Медаль «За вислугу років у НСДАП» в бронзі та сріблі (15 років; 30 січня 1940) — отримав 2 медалі одночасно.
- Медаль «У пам'ять 1 жовтня 1938» із застібкою «Празький град» (9 травня 1940)
- Хрест Воєнних заслуг
  - 2-го класу (1941)
  - 2-го класу з мечами
  - 1-го класу з мечами (1 вересня 1944)
- Нагрудний знак «За участь у загальних штурмових атаках»
- Залізний хрест 2-го класу